# St. Lucie (Florida)
St. Lucie és una població dels Estats Units a l'estat de Florida. Segons el cens del 2000 tenia 604 habitants.

## Demografia
Segons el cens del 2000, St. Lucie tenia 604 habitants, 278 habitatges, i 170 famílies. La densitat de població era de 287,9 habitants/km².
Dels 278 habitatges en un 23,7% hi vivien nens de menys de 18 anys, en un 50,7% hi vivien parelles casades, en un 6,5% dones solteres, i en un 38,5% no eren unitats familiars. En el 32% dels habitatges hi vivien persones soles l'11,5% de les quals corresponia a persones de 65 anys o més que vivien soles. El nombre mitjà de persones vivint en cada habitatge era de 2,17 i el nombre mitjà de persones que vivien en cada família era de 2,68.
Per edats la població es repartia de la següent manera: un 18,4% tenia menys de 18 anys, un 5,6% entre 18 i 24, un 25,5% entre 25 i 44, un 30,8% de 45 a 60 i un 19,7% 65 anys o més.
L'edat mediana era de 45 anys. Per cada 100 dones de 18 o més anys hi havia 108 homes.
La renda mediana per habitatge era de 43.611 $ i la renda mediana per família de 51.667 $. Els homes tenien una renda mediana de 31.607 $ mentre que les dones 29.250 $. La renda per capita de la població era de 25.651 $. Entorn de l'1,9% de les famílies i el 4% de la població estaven per davall del llindar de pobresa.

## Poblacions més properes
El següent diagrama mostra les poblacions més properes.